# انفجار منجم أماصرة
في 14 أكتوبر 2022، وقع انفجار في منجم فحم أماصرة في مدينة أماصرة، محافظة بارتين، تركيا، مما أسفر عن مقتل 41 شخصًا وإصابة 11.